# チェロ協奏曲 (ラロ)
ラロの《チェロ協奏曲 ニ短調》は、サン＝サーンスの《チェロ協奏曲 第1番 イ短調》に触発されて、1876年に作曲され、チェロ奏者のアドルフ・フィッシャーに献呈された。演奏時間は約27分。

## 初演
1877年12月9日、フィッシャーのチェロ、ジュール・パドルー指揮のコンセール・ポピュレールにより、初演された。

## 編成
独奏チェロ
- 木管楽器

フルート2、オーボエ2、クラリネット2、ファゴット2
- 金管楽器

ホルン4、トランペット2、トロンボーン3
- 打楽器

ティンパニ
- 弦楽器

弦五部

## 構成
下記の3楽章からなる。
1. 前奏曲：レント - アレグロ・マエストーソ
2. 間奏曲：アンダンティーノ・コン・モト - アレグロ・プレスト - アンダンティーノ - テンポ・プリモ
3. アンダンテ - アレグロ・ヴィヴァーチェ

第1楽章の主部に先立つ緩やかな序奏は、痛烈な筆法と雰囲気による「開始サイン」である。続く主部は、きわめて精力的かつ情熱的である。だが第2楽章は、むしろ夢見心地の夢想曲だが、途中からより速めのテンポ設定に切り替わる。《スペイン交響曲》に聴かれるようなスペイン情緒も、本楽章に顕著である。第3楽章はチェロのモノローグに始まり、目くるめくフィナーレによって結ばれる。